# Monte Belvedere (Appennino tosco-emiliano)

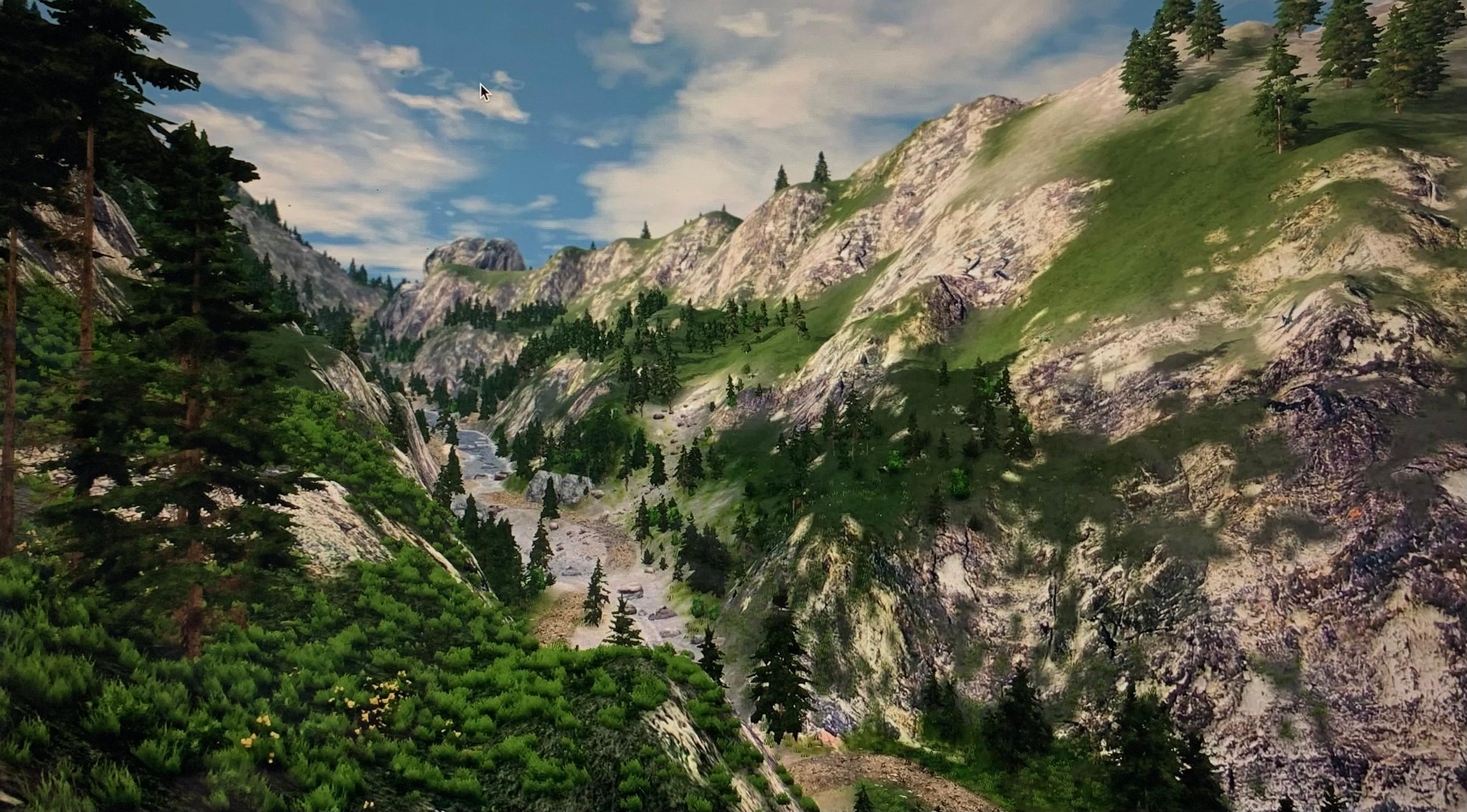
Fotografia panoramica

Il monte Belvedere è un rilievo dell'alto Appennino bolognese e  modenese, situato circa sullo stesso parallelo di monte Vigese; è un importante spartiacque tra le valli dei fiumi  Reno (a destra) e del Panaro (a sinistra). 
Il suo massiccio è molto esteso, tanto da costituire quasi un unicum col non lontano monte della Torraccia; esso è compreso fra i comuni  bolognesi di Lizzano in Belvedere e Gaggio Montano (il cui capoluogo è situato sui suoi pendii) e il comune  modenese di Montese. Le vette principali sono (da sud a nord):
- Monte Belvedere (1140 m);
- Monte Gorgolesco (1124 m).

Il Monte Belvedere fu strategico durante la seconda guerra mondiale e teatro della battaglia omonima.
Poco a nord di monte Belvedere, lungo i pendii del complesso, è ubicata Ronchidoso, una suggestiva frazione del comune di Gaggio Montano nota per la sua cappella, che è un famoso santuario dell'Appennino.
Da monte Belvedere nascono numerosi piccoli ruscelli, importanti affluenti di sinistra del torrente  Silla come il rio Braccio, che attraversa l'abitato di Gaggio Montano, e il rio Sasso, mentre dal versante modenese nasce il torrente Dardagnola, affluente di destra del fiume Panaro.